# 皮埃尔·吉绍
皮埃尔·吉绍（法語：Pierre Guichot，1963年2月16日—），法国男子击剑运动员。他曾代表法国参加1984年、1988年和1992年夏季奥林匹克运动会击剑比赛，共获得一枚银牌和一枚铜牌。